# SV Stahl Finow

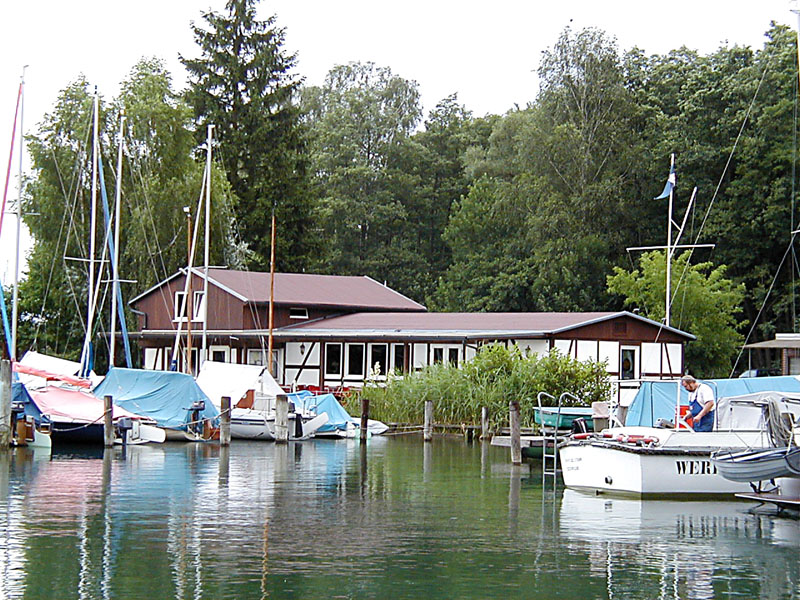
Seglerhafen von Stahl Finow in Wildau am Werbellinsee

Der SV Stahl Finow wurde 1951 als Betriebssportgemeinschaft des damaligen VEB Walzwerk Finow gegründet.

## Abteilung Segeln
Die Abteilung Segeln ist der älteste und größte Segelverein am Werbellinsee. Der Hafen befindet sich am westlichen Ende des Sees im Eichhorster Ortsteil Wildau.
Der Verein wurde 1951 gegründet und ist Veranstalter der jährlich stattfindenden Werbellinseeregatta. Im Gründungsjahr hatte der Verein lediglich 4 Kiefernpiraten (1181–1184), 10 Jahre nach Gründung hatte die Sektion bereits 140 Mitglieder mit 50 Booten. Eines der Boote aus dem Anfangsjahr befindet sich noch im Besitz eines Vereinsmitglieds.
Stahl Finow stellte in den 70er und 80er Jahren oft die DDR-Meister im Piratensegeln und war in dieser Disziplin auch bundesweit erfolgreich. Das erfolgreichste Jahr war 1976, als bei der DDR-Meisterschaft die ersten drei Plätze im Piratensegeln gestellt wurden. In den Jahren 1979, 1980 und 1982 kamen die DDR-Sieger ebenfalls von Stahl Finow.
Seit 1994 erhielt der Segelverein Stahl Finow sechs Mal in Folge die Blaue Flagge für umweltbewusstes Verhalten. Der Schwerpunkt der Abteilung liegt im Regattasport, sowohl im Kinder- und Jugendbereich, wie bei den Erwachsenen. Im Jahr 2011 war die Abteilung Ausrichter der Internationalen Deutschen Meisterschaft in der Klasse Ixylon und im Jahr 2013 Ausrichter der German Open der 20er Jollenkreuzer. Einige Segler sind im Bereich Fahrtensegeln aktiv und sammeln dort Punkte.

## Andere Sportarten
- Stahl Finow war auch in den Sportarten Tischtennis (fünf Mal DDR-Mannschaftsmeister der Herren, sechsmal Einzelmeister) und Kanu national und international erfolgreich.
- Fußball: siehe FV Stahl Finow